# Canton de Schœlcher
Pour les articles homonymes, voir Canton de Schœlcher (homonymie).
Le canton de Schœlcher est une ancienne division administrative française située dans le département et la région de la Martinique.

## Historique
Le canton de Schœlcher est un ancien canton de la Martinique qui, en 1985, est scindé en deux nouveaux cantons : Schœlcher-1 et Schœlcher-2.

## Géographie
Ce canton était organisé autour de Schœlcher dans l'arrondissement de Fort-de-France. 

## Administration
| Période                                                 | Période | Identité          | Étiquette    | Qualité                        |
| ------------------------------------------------------- | ------- | ----------------- | ------------ | ------------------------------ |
| 1955                                                    | 1964    | Roland Janvier    | SFIO         | Maire de Schœlcher (1945-1964) |
| 1964                                                    | 1985    | Eustache Bertrand | UDR puis RPR | Maire de Schœlcher (1964-1995) |
| Les données antérieures ne sont pas encore mentionnées. |         |                   |              |                                |